# 面積分
ベクトル解析における面積分（めんせきぶん、surface integral）は、曲面上でとった定積分であり、二重積分として捉えることもできる。線積分は一次元の類似物にあたる。曲面が与えられたとき、その上のスカラー場やベクトル場を積分することができる。 
面積分は物理学、特に電磁気学の古典論に応用がある。

面積分の定義は、曲面を小さな面素へ分解することによって成される。

## 面素

一つの面素の模式図。面素は限りなく小さく、極限をとって、それで曲面を近似する。

滑らかな曲面 S 上の点座標 x = (x, y, z) が独立な変数 u, v の関数として x = S(u, v) := (x(u, v), y(u, v), z(u, v)) によって表されるとき、
{\displaystyle d\sigma =|d\mathbf {x} |=|dS|:=\left\vert {\dfrac {\partial S}{\partial u}}\times {\dfrac {\partial S}{\partial v}}\right\vert \,du\,dv}
を曲面 S = S(u, v) の u, v に関する面積要素あるいは面素と呼ぶ。
ここで、
{\displaystyle \left\vert {\dfrac {\partial S}{\partial u}}\times {\dfrac {\partial S}{\partial v}}\right\vert ^{2}={\begin{vmatrix}{\dfrac {\partial y}{\partial u}}&{\dfrac {\partial y}{\partial v}}\\[14pt]{\dfrac {\partial z}{\partial u}}&{\dfrac {\partial z}{\partial v}}\end{vmatrix}}^{2}+{\begin{vmatrix}{\dfrac {\partial z}{\partial u}}&{\dfrac {\partial z}{\partial v}}\\[14pt]{\dfrac {\partial x}{\partial u}}&{\dfrac {\partial x}{\partial v}}\end{vmatrix}}^{2}+{\begin{vmatrix}{\dfrac {\partial x}{\partial u}}&{\dfrac {\partial x}{\partial v}}\\[14pt]{\dfrac {\partial y}{\partial u}}&{\dfrac {\partial y}{\partial v}}\end{vmatrix}}^{2}=EG-F^{2}}
は、S の線素 ds2 = Edu2 + 2Fdudv + Gdv2 から定まる第一基本量
{\displaystyle {\begin{cases}E:=\left({\dfrac {\partial x}{\partial u}}\right)^{2}+\left({\dfrac {\partial y}{\partial u}}\right)^{2}+\left({\dfrac {\partial z}{\partial u}}\right)^{2}\\[14pt]F:={\dfrac {\partial x}{\partial u}}{\dfrac {\partial x}{\partial v}}+{\dfrac {\partial y}{\partial u}}{\dfrac {\partial y}{\partial v}}+{\dfrac {\partial z}{\partial u}}{\dfrac {\partial z}{\partial v}}\\[14pt]G:=\left({\dfrac {\partial x}{\partial v}}\right)^{2}+\left({\dfrac {\partial y}{\partial v}}\right)^{2}+\left({\dfrac {\partial z}{\partial v}}\right)^{2}\end{cases}}}
によって記述できて、面素 dσ はパラメータ u, v の取り方に依らない。

## スカラー場の面積分
曲面 S とその上で定義されたスカラー場 f を考える。S が何らかの物質でできていて、S の各点 x において物質の密度が f(x) であるものと考えるならば、S 上の f の面積分は S の単位厚さあたりの質量を与える（もちろんこれは、曲面を無限に薄い立体と看做した場合にのみ正しい）。つまり、面積分を計算する一つの方法論は、曲面を非常に小さい無数の小片に分割し、その各小片の密度は近似的に定数であると仮定して、各小片についてその面積と密度とを掛けて単位厚さあたりの質量を求め、それらをすべて足し上げて得られる数として S の単位厚さあたりの総質量を求めればよいということになる。
面積分の明示式を得るには、（球面上の経線と緯線のように）S の上に曲線座標系を取るための媒介変数が必要である。そのような媒介変数表示を x(s, t) と書いて (s, t) が座標平面の適当な領域 T を動くものとすると、面積分は
{\displaystyle \int _{S}f\,dS:=\iint _{T}f(\mathbf {x} (s,t))\left|{\partial \mathbf {x}  \over \partial s}\times {\partial \mathbf {x}  \over \partial t}\right|ds\,dt}
と定義される。ただし、右辺の縦棒で挟まれた式は x(s, t) の二種類の偏微分同士の交叉積のノルム（大きさ）である。
例えば、一般の函数 z = f(x, y) で与えられる曲面の表面積を求めるなら、r = (x, y, z) として
{\displaystyle A:=\int _{S}\,dS=\iint _{T}\left|{\partial \mathbf {r}  \over \partial x}\times {\partial \mathbf {r}  \over \partial y}\right|dx\,dy}
を計算することになる。このとき、
{\displaystyle {\partial \mathbf {r}  \over \partial x}=(1,0,f_{x}(x,y)),\quad {\partial \mathbf {r}  \over \partial y}=(0,1,f_{y}(x,y))}
であるから、代入して整理すれば
{\displaystyle A=\iint _{T}{\sqrt {\left({\partial f \over \partial x}\right)^{\!\!2}+\left({\partial f \over \partial y}\right)^{\!\!2}+1}}\ dx\,dy}
を得る。これが一般の函数で与えられた曲面の曲面積に対するよく知られた公式である。式中で偏微分のクロス積として得られるベクトル
{\displaystyle \left(-{\frac {\partial f}{\partial x}},-{\frac {\partial f}{\partial y}},1\right)}
は、この曲面の法線ベクトルとして理解することができる。
上記の公式にはクロス積が現れているから、この公式は曲線が三次元空間に埋め込まれているときのみ有効であることに注意。

## ベクトル場の面積分

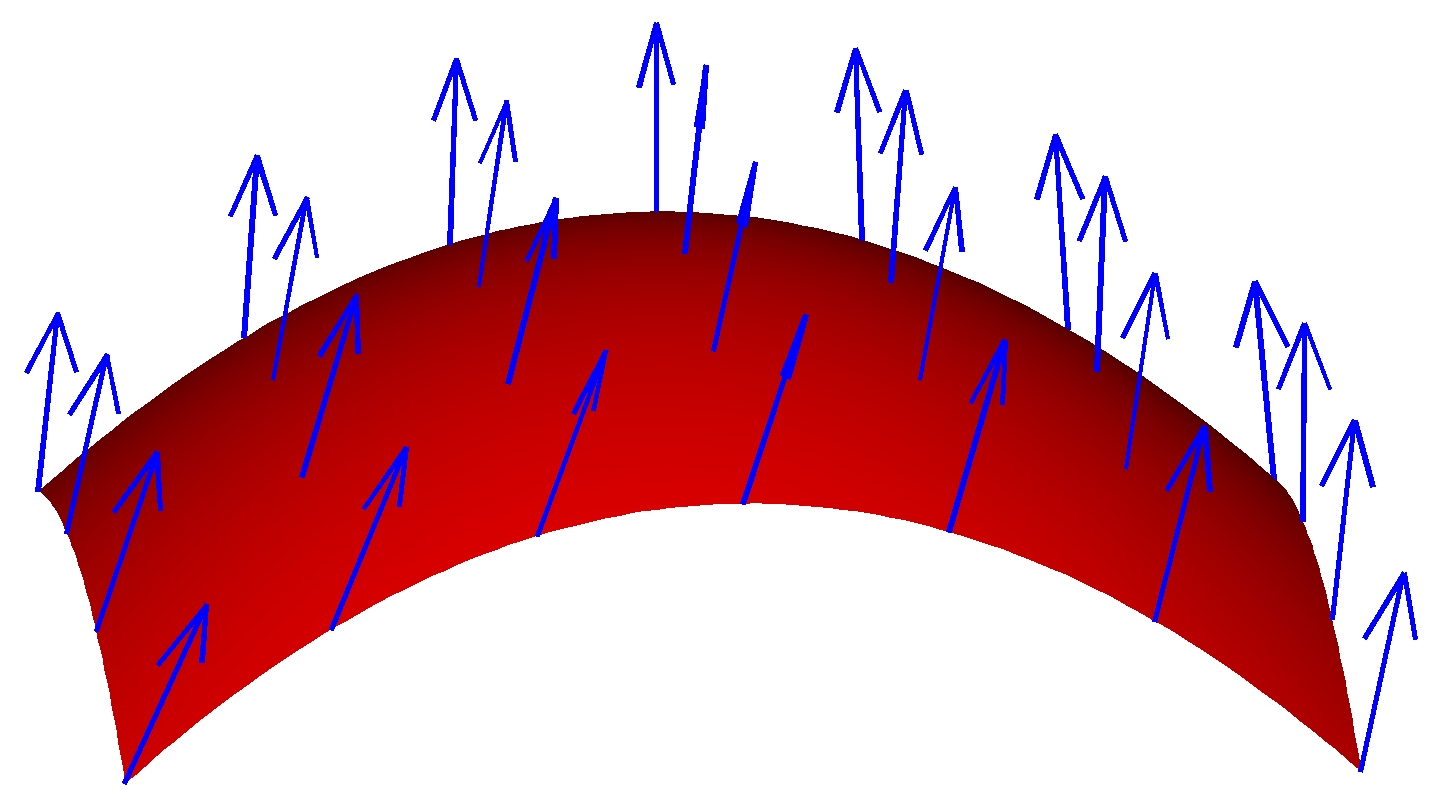
曲面上のベクトル場

S 上のベクトル場 v を考える。つまり、S の各点 x に対して v(x) がベクトルであるものとする。
ベクトル場の面積分は、成分ごとのスカラー場の面積分として定義することができる（結果はベクトルになる）。これは例えば、電荷を帯びた曲面から発生する電場のある固定された点における式や、物質面から発生する重力のある固定された点における値を表すのに利用される。
あるいは、ベクトル場の法成分を積分することもできる（結果はスカラーになる）。S を通過して流れる流体を考え、点 x における流体の速度 が v(x) で与えられるものとすると、単位時間当たりに S を通過する流体の量として流束が定まる。このように考えると、ベクトル場が各点で S に接するならば（流体は S に平行で S に入りも出もしないから）流束は 0 であることがわかる。またそのことから、v が S に沿って流れるだけでなく、接成分も法成分も持つものならば、流束に寄与するのは法成分のみであることもわかる。このような理由に基づけば、流束を求めるのに、各点でベクトル場 v と曲面 S の法ベクトルとの点乗積を取る必要があって、それはスカラー場を与えるから、そのスカラー場の面積分が既に述べた仕方で計算できる。
式でまとめれば、
{\displaystyle \int _{S}{\mathbf {v} }\cdot d{\mathbf {S} }:=\int _{S}({\mathbf {v} }\cdot {\mathbf {n} })dS=\iint _{T}{\mathbf {v} }(\mathbf {x} (s,t))\cdot \left({\partial \mathbf {x}  \over \partial s}\times {\partial \mathbf {x}  \over \partial t}\right)ds\,dt}
と書ける。右辺のクロス積は媒介変数で表された S の法ベクトル場である。この式の左辺は、右辺の式で「定義」されるもの（ドットがあるのと面素がベクトル記法になっていることに注意）である。

## 2-形式の面積分
曲面 S 上の微分 2-形式
{\displaystyle f=f_{z}\,dx\wedge dy+f_{x}\,dy\wedge dz+f_{y}\,dz\wedge dx}
が与えられ、(s, t) が領域 D を動くとき
{\displaystyle \mathbf {x} (s,t)=(x(s,t),y(s,t),z(s,t))\!}
が S の向きを保つ媒介表示とすると、f の S 上の面積分は
{\displaystyle \iint _{D}\left[f_{z}(\mathbf {x} (s,t)){\frac {\partial (x,y)}{\partial (s,t)}}+f_{x}(\mathbf {x} (s,t)){\frac {\partial (y,z)}{\partial (s,t)}}+f_{y}(\mathbf {x} (s,t)){\frac {\partial (z,x)}{\partial (s,t)}}\right]ds\,dt}
で与えられる。ここで、
{\displaystyle {\partial \mathbf {x}  \over \partial s}\times {\partial \mathbf {x}  \over \partial t}=\left({\frac {\partial (y,z)}{\partial (s,t)}},{\frac {\partial (z,x)}{\partial (s,t)}},{\frac {\partial (x,y)}{\partial (s,t)}}\right)}
は S に直交する面素である。
この 2-形式の面積分は、成分が (fx, fy, fz) であるようなベクトル場の面積分と同じものであることに注意。

## 面積分に関する定理
発散定理やその一般化であるストークスの定理のような、面積分に対する有用な結果が微分幾何学やベクトル解析を用いて、様々に得られる。

## 進んだ注意点
面積分が、曲面 S の媒介変数表示を用いて定義されることに留意すべきである。与えられた曲面に対して、その媒介変数表示はいくつも考えうる。たとえば、球面上で北極と南極の位置を動かせば、球面上の各点の経度や緯度もそれに伴って変わる。故に、面積分の定義が媒介変数表示の取り方に依存するかどうかと考えるのは自然な疑問である。スカラー場の積分に関しては答えは単純で、どのような媒介変数表示を取っても面積分の値は同一である。
ベクトル場の面積分に対しては、法ベクトルが絡む所為で事態は少し複雑になるが、同じ曲面の二つの媒介変数表示が曲面の各点で同じ向きの法ベクトルを持つならば、いずれの媒介変数表示に関する面積分も同じ値を持つことが証明できる。ところが、それらの法ベクトルが互いに逆の向きを持つならば、一方の媒介変数表示に関して得られる面積分の値は他方に関するものの反数になる。このことから、曲面が与えられたときにはその一意的な媒介変数表示はどれも区別する必要はないが、ベクトル場を積分するときにはより進んで、各点の法線方向を決め、媒介変数表示は一貫した法線方向を持つものを選ばなければならないことがわかる。
もう一つの問題は、曲面全体を覆うことのできる媒介変数表示を持たない曲面が存在することである。そのような例として、（高さが有限な）円柱の表面（側面と上面と底面）として与えられる曲面を挙げることができる。この問題は、曲面をいくつかの小片に分割して、それぞれの小片で面積分を計算し、それらをすべて足し上げることで、すぐに解決できる。これで実際にうまくいくのだが、ベクトル場の積分についてはやはり、分割の各小片での法ベクトルを、再びもとの一つの曲面に戻したときに方向が一貫性を持つように、気をつけて選ぶ必要がある。円柱の例で言えば、側面での法方向を立体の外向きに取ったならば、上面や底面でも同じく立体から外向きに法方向を取らねばならないということである。
そうすると次の問題は、各点の法方向を曲面全体で一貫して入れることができない曲面の存在である（例えば、メビウスの帯）。そのような曲面を小片に分割して各小片上に媒介変数をとり、再度もとのように貼合わせると、別々の小片に由来する法ベクトルの間で辻褄を合わせることができない。つまり、ある二つの小片の間の繋ぎ目で法ベクトルの方向が反対になるのである。このような曲面は向き付け不能であると言う。向き付け不能な曲面の上でベクトル場の積分について記述することはできない。